# 妙源寺 (葛飾区)

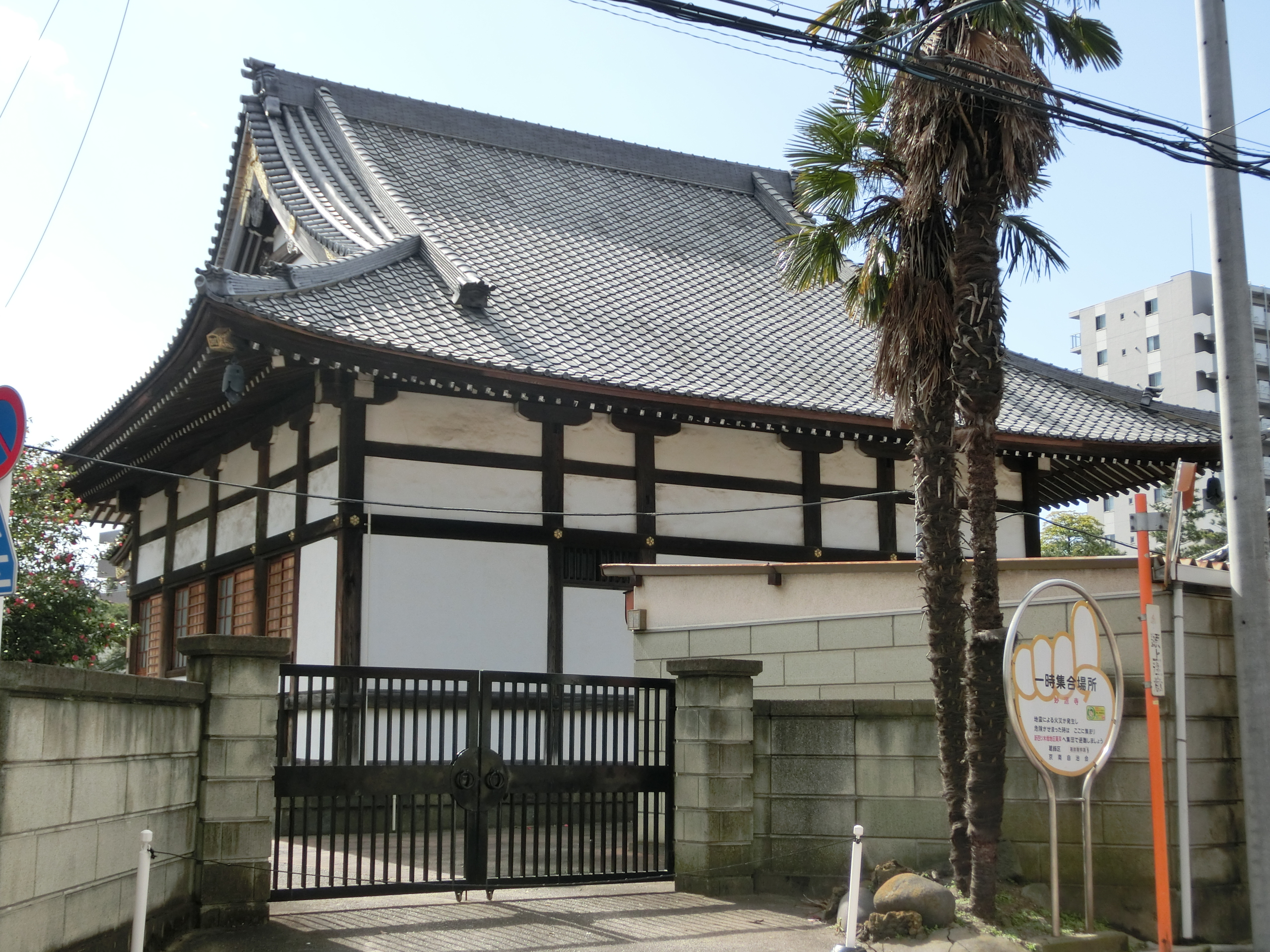
妙源寺

妙源寺（みょうげんじ）は、東京都葛飾区堀切にある日蓮宗の寺院。山号は正覚山。旧本山は佐野妙顕寺、潮師法縁。東京都指定文化財の安積艮斎（江戸時代後期の昌平坂学問所の儒者）の墓がある。

## 歴史
天目が嘉元2年（1304年）または建武年間（1334年－1336年）に創建した。日珖（1696年没）が、本所番場町（現在の墨田区東駒形）に移転し再興した。江戸幕府の金座役人後藤家等の菩提寺となる。関東大震災後、1926年（大正15年）現在地へ移転した。

## 文化財

### 東京都指定文化財
- 安積艮斎のお墓（旧跡）[2]

### 葛飾区指定文化財
- 東條一堂のお墓（有形文化財）
- 石造題目塔（民俗文化財)

## 交通アクセス
- 堀切菖蒲園駅より徒歩約7分（経路案内）。